# Deacon Blue
I Deacon Blue sono un gruppo pop scozzese formato nel 1985 e tuttora attivo tranne il periodo tra il 1995 ed il 1999.
Il loro nome riprende il brano degli Steely Dan Deacon Blues.
Il loro album di maggior successo fu il secondo When the World Knows Your Name che raggiunse il primo posto della classifica inglese che fu anticipato dal singolo Real Gone Kid primo loro singolo ad entrare nella top 10.

## Formazione

### Membri attuali
- Ricky Ross voce (1985-1994  1999- )
- Lorraine McIntosh voce (1985-1994  1999- )
- Dougie Vipond batteria (1985-1994  1999- )
- Gregor Philp chitarra (2008- )
- Lewis Gordon basso (2011- )

### Ex membri
- Graeme Kelling chitarra (1985-1994 1999-2004) deceduto[3]
- James Prime tastiere (1985-1994 1999-2025) deceduto[4]
- Ewen Vernal tastiere (1986-1994)

## Discografia

### Album in studio
- 1987 - Raintown
- 1989 - When the World Knows Your Name
- 1991 - Fellow Hoodlums
- 1993 - Whatever You Say, Say Nothing
- 1993 - Walking Back Home
- 2001 - Homesick
- 2012 - The Hipsters
- 2014 - A New House
- 2016 - Believers
- 2020 - City Of Love
- 2021 - Riding On The Tide Of Love [mini album]

### Raccolte
- 1990 - Ooh Las Vegas
- 1994 - Our Town – The Greatest Hits
- 1999 - Walking Back Home
- 2001 - The Very Best of Deacon Blue
- 2006 - Singles